# چه کسی چه کسی را
چه کسی چه کسی را؟ (روسی: кто кого? یا ?Kto kovo) یک اصل یا شعار بلشویکی ست که توسط ولادیمیر لنین، در ۱۹۲۱ فرمول‌بندی شد.
گویا لنین به دومین کنگرهٔ سراسریِ دپارتمان‌هایِ آموزشِ سیاسیِ روسیه، در ۱۷ اکتبرِ ۱۹۲۱، چنین گفته:
Весь вопрос — кто кого опередит?
"همهٔ پرسش این است: چه کسی چه کسی را پشتِ سر خواهد گذاشت؟"

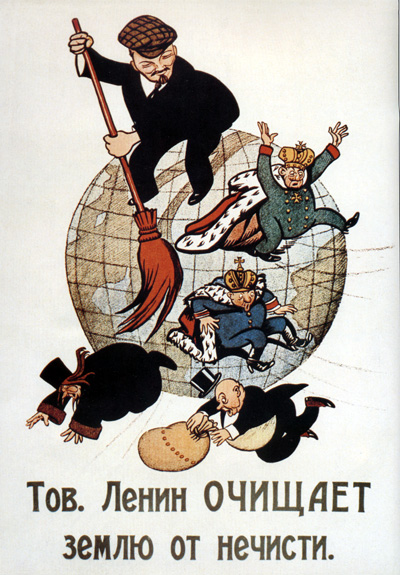
پوستری از شوروی «رفیق لنین جهان را از لوث وجود اشرار پاک می‌کند»

در ۱۹۲۵، لئون تروتسکی از تعبیر کوتاه‌شدهٔ "چه کسی، چه کسی را در مقاله‌اش با عنوان "به سوی سرمایه‌داری یا به سوی سوسیالیسم؟" استفاده کرد.
در ۱۹۲۹، این شکلِ کوتاه‌شده به وسیلهٔ ژوزف استالین، در سخنرانی‌اش خطاب به کمیتهٔ مرکزیِ حزبِ کمونیستِ شوروی، به کار برده شد. استالین به این تعبیر، "هاله‌ای از اجباری تخطی‌ناپذیر" بخشید (در حالی که عبارتِ لنین، تمایل به پذیرشِ رقابتِ اقتصادی را به شکل تلویحی درونِ خود داشت).
"واقعیت این است که ما طبق فرمول لنین زندگی می‌کنیم: Kto-Kovo (چه کسی چه کسی را؟) ما آن‌ها را، یعنی سرمایه‌دارها را، از میدان به در خواهیم کرد ـ و چنان که لنین گفته بود ـ نبردِ سرنوشت‌ساز نهایی را پیشِ روی‌شان خواهیم گذاشت، یا آن‌ها ما را از میدان به در خواهند کرد؟"
تعبیر «چه کسی چه کسی را» به عنوان فرمول و تک‌عبارتِ کوتاهی برای توصیف گریزناپذیریِ مبارزه طبقاتی به کار می‌رود؛ در اینجا، معنی عبارت این خواهد بود که چه کسی (کدام از یک از دو طبقهٔ متخاصم) بر دیگری چیرگی خواهد یافت. از این چشم‌انداز، تمام سازشکاری‌ها و پیمان‌ها میان دشمنان، مصلحتی ست ـ مانوری تاکتیکی ست در دلِ نبردی به منظورِ سروری.